# Zentrum für Nachrichtenwesen der Bundeswehr

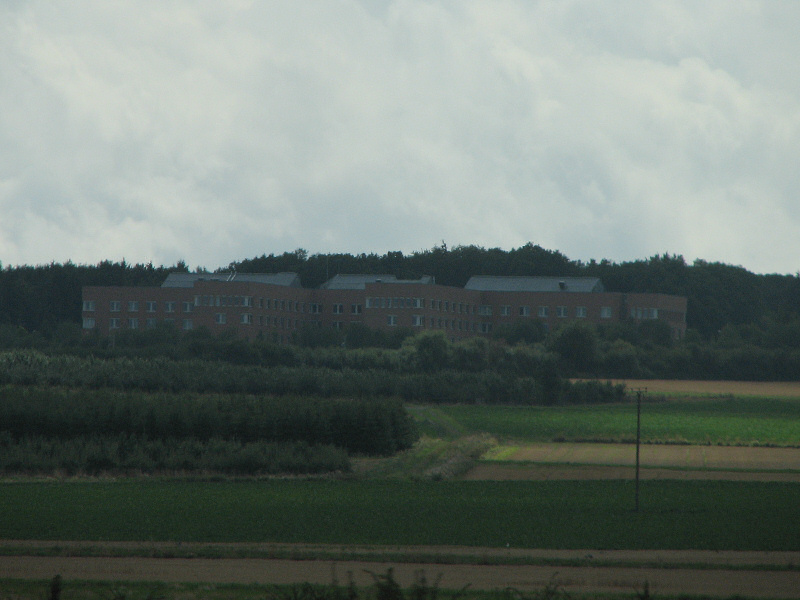
Liegenschaft des Zentrum in Grafschaft-Gelsdorf von der Bundesautobahn 61 aus gesehen

Das Zentrum für Nachrichtenwesen der Bundeswehr (ZNBw; bis 2002 Amt für Nachrichtenwesen der Bundeswehr; ANBw) war die zentrale Dienststelle der Bundeswehr zur Feststellung, Analyse und Bewertung der militärischen und politischen Lage anderer Staaten sowie der militärischen Sicherheitslage der Bundesrepublik Deutschland. Es wurde zum 31. Dezember 2007 aufgelöst. Standort war zuletzt die Philipp-Freiherr-von-Boeselager-Kaserne in Grafschaft, Ortsteil Gelsdorf, bei Bonn.

## Geschichte
Generalleutnant Hans Speidel, damals Chef der Abteilung IV „Gesamtstreitkräfte“ im Bundesministerium der Verteidigung, gab am 24. April 1956 den Befehl zur Aufstellung der Dienststelle für Fernmeldeaufklärung und Schlüsselwesen in Ahrweiler. Bereits am 16. April 1956 hatte sich ein Vorkommando der Fernmeldedienststelle der Streitkräfte (VP FmDstStStKr) in Ahrweiler etabliert, unter anderem zur Einrichtung des ersten Dienstgebäudes, das Haus Wiess. Zum 1. Mai 1956 wurde Brigadegeneral Friedrich Boetzel erster Leiter der Dienststelle. Zum 15. Juli 1958 erfolgt die Umbenennung in Fernmeldedienststelle der Bundeswehr (FmDstStBw), zum 1. April 1964 in Amt für Fernmeldewesen der Bundeswehr (AFmWBw). In Amt für Nachrichtenwesen der Bundeswehr (ANBw) wurde die Dienststelle am 1. Oktober 1979 umbenannt. Im Mai 1983 wurde die ehemalige Kurklinik Ahrblick (⊙) als Dienstgebäude bezogen. 1985 begannen die Planungen für einen Neubau in Grafschaft-Gelsdorf. 1996 zog das Amt in die neue Liegenschaft nach Grafschaft-Gelsdorf um. Die Kaserne wurde 2009 nach Philipp Freiherr von Boeselager benannt. Das Amt wurde zum 1. Juli 2002 in Zentrum für Nachrichtenwesen der Bundeswehr umbenannt und umgegliedert. Es lieferte und analysierte Informationen für das Einsatzführungskommando der Bundeswehr und das Bundesministerium der Verteidigung in enger Zusammenarbeit mit dem Bundesnachrichtendienst, dem Auswärtigen Amt und weiteren Sicherheitsorganen der Bundesrepublik.
Das Bundesministerium der Verteidigung kann dem Bundesnachrichtendienst keine Weisungen erteilen, weil dieser nicht dessen Geschäftsbereich angehört, sondern eine dem Bundeskanzleramt nachgeordnete Bundesoberbehörde ist. Daher betrachtete sich das ZNBw nicht als überflüssig, auch wenn der Bundesnachrichtendienst ähnliche Aufgaben wahrnahm. Gestaffelte Geheimhaltungsgrade oder der Schutz von Quellen des Bundesnachrichtendienstes ließen meist nur eine sehr eng umgrenzte Weitergabe einzelner Informationen durch den Bundesnachrichtendienst zu. Das Zentrum für Nachrichtenwesen der Bundeswehr lieferte an das  Bundesministerium der Verteidigung seine Informationen dagegen vollständig und verzuglos.
Das ZNBw wurde mit Wirkung zum 31. Dezember 2007 außer Dienst gestellt. Die Aufgaben des Zentrum für Nachrichtenwesen der Bundeswehr wurden von zehn Dienststellen übernommen. Die Kernaufgaben fielen an den Bundesnachrichtendienst; weitere Aufgaben wurden an das Kommando Strategische Aufklärung, das Streitkräfteunterstützungskommando sowie Ämter und Führungskommandos der militärischen Organisationsbereiche übertragen. Die Lehrgruppe Militärisches Nachrichtenwesen – die Ausbilder und die Lehrgangsdurchführung – wurde schrittweise in die Schule für Strategische Aufklärung der Bundeswehr in Flensburg integriert, die seit dem 1. April 2024 Teil des Ausbildungszentrums CIR ist. Die Ausbildung der Militärattachés ging zum Kommando Strategische Aufklärung (KdoStratAufkl). Die Ausbildung der Lehrgruppe in Bad Ems endete am 30. September 2008.

## Auftrag
Das ZNBw hatte den Auftrag zur Feststellung, Analyse und Bewertung militärischer und politischer Lagen anderer Staaten sowie zur Lageeinschätzung der militärischen Sicherheitslage Deutschlands beizutragen.
Die Hauptinformationsquellen des Zentrums waren der Bundesnachrichtendienst, die Einsatzkontingente, das Zentrum Operative Information, Militärattachés, das Feldnachrichtenzentrum der Bundeswehr, Botschafter, das Kommando Strategische Aufklärung, Verbindungselemente in befreundeten Nachrichtendiensten der NATO und vor allem Presseberichte (OSINT). Da das Zentrum für Nachrichtenwesen der Bundeswehr, anders als der Bundesnachrichtendienst und die Presse, nicht über eigenes Nachrichtenaufkommen aus Krisengebieten verfügte, verstand sich das ZNBw als wachsames Auge mit vorausblickenden aktuellen Analysen in der Hinterhand.

## Organisation
Das Zentrum für Nachrichtenwesen der Bundeswehr gliederte sich zuletzt in die Abteilungen:
- Grundlagen
- Einsatz
- Zentrale Aufgaben
- Systemzentrum JASMIN (Joint Analysis System Military Intelligence) und
- Lehrgruppe Militärisches Nachrichtenwesen

Die Abteilung Grundlagen analysierte die teilstreitkraftübergreifenden und -spezifischen Elemente zur Bearbeitung der Lage anderer Staaten einschließlich ihrer Land-, Luft- und Seekriegspotenziale.
Das Lagezentrum des Zentrums für Nachrichtenwesen der Bundeswehr war der Abteilung Einsatz zugeordnet und übernahm permanent eine zentrale Warn- und Schutzfunktion für das Bundesministerium der Verteidigung und die Bundeswehr sowie deren Einsatzkontingente. Das Zentrum für Nachrichtenwesen der Bundeswehr war damit rund um die Uhr auskunftsfähig.
Das ZNBw verfügte über etwa 650 Dienstposten, wovon allerdings rund 30 Prozent mit zivilen Mitarbeitern besetzt waren.
Unterstellt war die Schule für Nachrichtenwesen der Bundeswehr.
Die Lehrgruppe Militärisches Nachrichtenwesen der Bundeswehr wurde von Oberst Karl-Bernhard Müller (1. Juli 2003 bis 1. April 2006) und von Oberst Gerhard Hagner (1. April 2006 bis 30. Juni 2008) geführt.

## Kommandeure
Folgende Generale führten die Dienststelle:
| Dienstgrad     | Name                | von           | bis           |
| -------------- | ------------------- | ------------- | ------------- |
| Brigadegeneral | Friedrich Boetzel   | 1. Mai 1956   | 1960          |
| Brigadegeneral | Rudolf Friedrich    | 1960          | 30. Sep. 1965 |
| Brigadegeneral | Otto Pusch          | 1. Okt. 1965  | 31. März 1968 |
| Brigadegeneral | Herbert Fock        | 1. Apr. 1968  | 31. März 1972 |
| Brigadegeneral | Heinz Schmidt-Ebert | 1. Apr. 1972  | 31. März 1974 |
| Brigadegeneral | Claus Kuhnke        | 1. Apr. 1974  | 30. Sep. 1982 |
| Brigadegeneral | Hansgeorg Model     | 1. Okt. 1982  | 31. März 1987 |
| Brigadegeneral | Eberhard Lochmann   | 1. Apr. 1987  | 31. März 1991 |
| Brigadegeneral | Dieter Farwick      | 1. Apr. 1991  | 30. Sep. 1994 |
| Brigadegeneral | Günter Wenger       | 1. Okt. 1994  | 29. März 2001 |
| Brigadegeneral | Armin Hasenpusch    | 29. März 2001 | Nov. 2004     |
| Brigadegeneral | Jürgen Beyer        | Nov. 2004     | 31. Dez. 2007 |

## Kritik („JASMIN-Panne“)
Im Juni 2007 wurde nach Recherchen von Report Mainz und tagesschau.de bekannt, dass durch eine Panne im Datenverarbeitungssystem JASMIN (Joint Analysis System Military Intelligence) Geheimdienstinformationen aus den Jahren 1999 bis 2003 offenbar unwiederbringlich vernichtet wurden. Öffentlich wurde dies, als der Verteidigungsausschuss des Deutschen Bundestages Informationen des Datenbestandes der Bundeswehr aus dem Jahre 2002 anfordern wollte. Der Ausschuss benötigte die Informationen im Verfahren zum damaligen Häftling Murat Kurnaz und zur Verwicklung der Kommando Spezialkräfte darin. Staatssekretär Peter Wichert räumte ein, dass die Daten seit Ende 2004 verloren seien. Er begründete dies damit, dass der Speicherungsroboter von JASMIN bereits wenige Jahre nach seiner Inbetriebnahme an die Grenzen seiner Speicherkapazität geraten war und deswegen im Jahr 2004 Archive und Datenbackups in Form von Magnetbändern angelegt worden seien – dies aber lediglich einmal. Später habe sich herausgestellt, dass die Bänder nicht mehr lesbar gewesen seien. „Entsprechend den gültigen Vorschriften zum Umgang mit Verschlusssachen wurden die nicht mehr lesbaren Kassetten am 4. Juli 2005 vernichtet“, teilte das Zentrum für Nachrichtenwesen der Bundeswehr schließlich mit.
Datensicherungsexperten wie Peter Böhret und Geheimdienstexperten wie Erich Schmidt-Eenboom bezweifelten die Unrettbarkeit der beschädigten Daten mit dem Hinweis auf moderne Datenrettungsmethoden. Schmidt-Eenboom vermutete zudem eine vorsätzliche Datenvernichtung im Zusammenhang mit Informationen über illegale Geheimverhöre des Militärischen Abschirmdienstes (MAD) 2001 in Tuzla, die sich mit Hilfe der verschwundenen Daten hätten rekonstruieren lassen. Andere Aussagen gehen davon aus, dass die Daten noch vorhanden seien, unter Umständen aber nicht weitergegeben werden sollen. Pressemeldungen zufolge konnten nun auch alle Daten oder zumindest Teile davon rekonstruiert werden.